# Jómsvíkinga saga
La Jómsvíkinga saga est une saga légendaire écrite vers l'an 1200.
Cette saga raconte la fondation par Palnatóki de la place forte de Jómsborg et de la confrérie des Jomsvikings.

## Résumé
Ce résumé est fondé sur la version de la Jómsvíkinga saga transmise par le Codex Holmiensis 7 4°.

### Les protagonistes
La saga évoque d'abord les premiers rois de Danemark puis les principaux protagonistes : Hákon Sigurdarson, qui avait fui la Norvège du roi Harald à la Pelisse grise et qui réussit à le tuer et à lui succéder ; Palnatóki, guerrier viking originaire de Fionie dont l'oncle avait été exécuté sur ordre du roi Harald de Danemark ; Svein enfin, fils de Harald et d'une servante, élevé chez Palnatóki et que le roi refusa de reconnaître. Plus âgé, il ravagea le Danemark, jusqu'à ce que Harald parte le combattre. Le roi avait pris l'avantage lorsque Palnatóki le tua et fit reconnaître Svein comme son successeur.

### La fondation deJómsborg
Quelques années plus tard, Palnatóki se rendit au pays des Wendes, où régnait Búrizláf. Pour éviter le pillage, le roi lui offrit le territoire de Jóm, à charge pour lui de défendre son royaume. Palnatóki s'y installa avec ses hommes, et y fonda un solide fort, Jómsborg. Il établit des lois, parmi lesquelles l'interdiction de fuir ou d'avoir peur.
Chaque été, les Vikings de Jómsborg partaient en expédition. Ils gagnèrent une grande renommée. De nombreux hommes les rejoignirent : Sigvaldi et Thorkel le Haut, fils du jarl de Seeland Strút-Harald, Búi et Sigurd Kápa, fils de Véseti, ainsi que Vagn, petit-fils de Palnatóki. Très beau et très fort, Vagn avait déjà tué trois hommes à l'âge de neuf ans. Quand il en eut douze, il réclama des troupes et se rendit à Jómsborg, demandant à être admis dans la compagnie. Il fut d'abord rejeté mais il insista, proposant d'affronter Sigvaldi lors d'un combat naval. Il l'emporta et fut dès lors le plus grand combattant de Jómsborg.
Lorsque Palnatóki mourut, il désigna Sigvaldi pour lui succéder.

### Vers labataille du détroit de Hjörung
Sigvaldi menaça de quitter Jómsborg si Búrizláf ne lui accordait pas la main de sa fille Ástríd. Réticente, elle accepta toutefois de l'épouser s'il débarrassait son pays de l'obligation de payer tribut au Danemark. Sigvaldi parvint à piéger Svein et à le convaincre d'y renoncer.
Plus tard, Svein organisa un banquet en l'honneur des Vikings de Jómsborg. Il les enivra puis les engagea à faire des vœux. Sigvaldi fit le serment de tuer ou de chasser le jarl Hákon. Les autres jurèrent de le suivre. Vagn ajouta l'engagement de tuer Thorkel leira et de coucher avec sa fille Ingibjörg.
Sigvaldi partit le lendemain avec cent vingt bateaux. Avec l'aide de ses fils, Hákon réunit une flotte de trois cent soixante navires et la rassembla dans la baie de Hjórunga.

### La défaite des Vikings de Jómsborg
Lors du combat, les Vikings de Jómsborg eurent d'abord le dessus. Mais Hákon sacrifia son fils de sept ans à sa déesse tutélaire, Thorgerd Hölgabrúd. Les éléments se déchaînèrent, Thorgerd et d'autres créatures combattirent aux côtés de Hákon, et la victoire changea de camp. Sigvaldi décida de fuir. Les hommes qui poursuivaient le combat furent vaincus. 
Thorkel leira fut choisi pour les achever. À chacun, il demanda son sentiment à l'idée de mourir. Tous répondirent et se comportèrent très bravement. Arriva alors le tour de Vagn, qui réussit à se libérer et à tuer Thorkel. Hákon ordonna de le mettre à mort mais son fils Éric s'y opposa et proposa à Vagn de rejoindre sa compagnie. Il n'accepta qu'à condition que ses compagnons aient la vie sauve, ce qui lui fut accordé. 
Par la suite, Vagn épousa Ingibjörg, puis revint en Fionie. Sigvaldi retourna en Seeland. Quant à Hákon, il mourut assassiné.

## Source
- The saga of the Jómsvíkings, translated from the Old Icelandic, with introd. and notes by Lee M. Hollander, Austin : University of Texas Press, 2006  (ISBN 978-0-292-77623-4)